# Cornus excelsa
Cornus excelsa — вид квіткових рослин із родини деренових (Cornaceae).

## Морфологічна характеристика
Це дерево до 12 метрів заввишки і діаметром стовбура до 15 см.

## Середовище проживання
Гватемала, Гондурас, Мексика. Він досить багатий вторинною рослинністю, пов’язаною з хмарними лісами, але також зустрічається на схилах і в хребтах з дубовими та сосново-дубовими лісами.

## Використання
Його деревина використовується для виготовлення рукояток інструментів і ремесел. Відомі деякі види використання в медицині. Кора виду використовується для лікування болю в животі.

## Загрози
Великих загроз для виду немає. 